# Caixa-segredo
As caixas-segredo ou caixas de segredos podem ser utilizadas para guardar algo precioso ou pessoal, mas servem principalmente como puzzle de raciocínio e lógica. 
Normalmente as caixas têm uma pequena "pista" (um coração ou estrela) gravada que diz por onde se deve começar o quebra-cabeças. As caixas são normalmente feitas de madeira, embora também haja feitas de outros materiais como plástico e prata.